# Füsiliere (Fische)
Die Füsiliere (Caesioninae) sind eine Fischgruppe aus der Familie der Schnapper (Lutjanidae) in der Gruppe der Barschverwandten (Percomorphaceae). Sie leben in riesigen Schwärmen aus teilweise Millionen von Einzeltieren und oft gemeinsam mit verschiedenen Arten im tropischen Indopazifik im freien Wasser in der Nähe von Korallenriffen. Ihren deutschen Namen erhielten sie wegen der präzisen, aufeinander abgestimmten Bewegungen der Schwärme, die an das Exerzieren der Füsiliere erinnern.

## Merkmale
Füsiliere werden 10 bis 60 Zentimeter lang. Ihr Körper ist spindelförmig und meist etwas schlanker als der der Schnapper. Ihre Farbe ist einheitlich oder weist Farbstreifen auf. Die Schwanzflosse ist tief gegabelt und ohne Zeichnung oder dunklen Spitzen oder dunkle Mittelstreifen in beiden Flossenloben. Ihre zusammenhängende Rückenflosse nimmt von vorn nach hinten an Höhe kontinuierlich ab, wird meist angelegt und ist beim schwimmenden Fisch nicht sichtbar. Sie wird von 10 bis 15 Hart- und 8 bis 22 Weichstrahlen gestützt. In der Afterflosse sind es drei Hart- und 9 bis 13 Weichstrahlen. Der Brustflossenansatz ist meist dunkel. Die Anzahl ihrer Wirbel beträgt 24. Ihre Schuppen sind kleine Kammschuppen. Entlang der Seitenlinie zählt man 45 bis 88 Schuppen.
Die hochspezialisierten Zooplanktonfresser haben große Augen und ein kleines, oberständiges Maul, das etwa 40 bis 50° schräg zur Horizontalen steht. Die Kiefer sind mit kleinen, kegelförmigen Zähnen besetzten, die sehr verschieden über die Kiefer und den Gaumen verteilt sind. Zwei Arten sind zahnlos. Der Oberkiefer der Füsiliere ist weit vorstreckbar (protraktil). An ihrer Prämaxillare (Zwischenkieferbein) befinden sich ein bis zwei fingerförmige Fortsätze, die nur bei vorgestülptem Maul sichtbar und ein wichtiges taxonomisches Merkmal zur Unterscheidung der verschiedenen Arten sind. Die Anzahl der Branchiostegalstrahlen beträgt sieben. Die Füsiliere unterscheiden sich von den anderen Schnappern durch das Oberteil ihrer Prämaxillare, das separat vom Unterteil verknöchert.

## Lebensweise

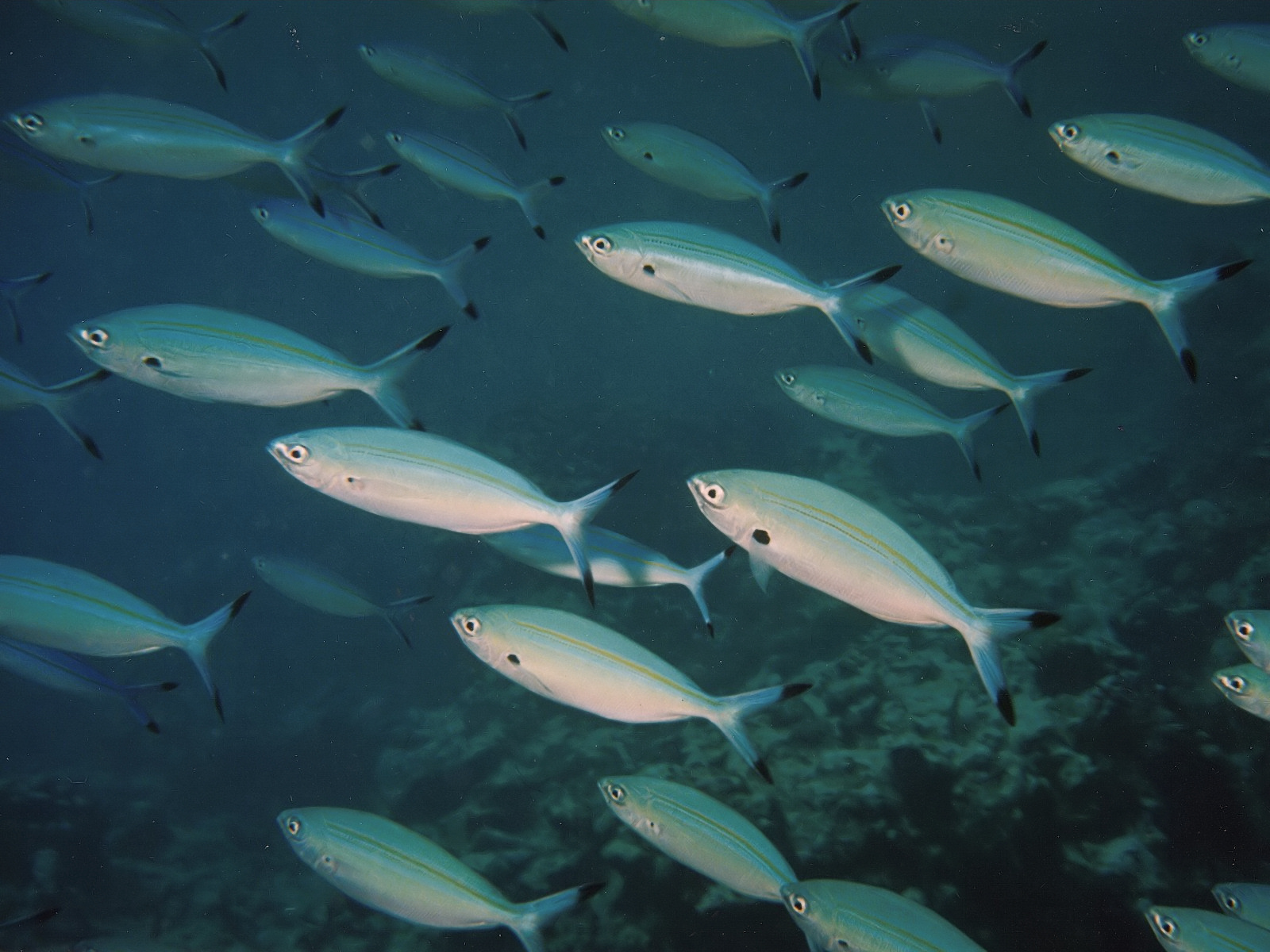
Caesio varilineata

Tagsüber halten sich die Füsiliere meist aktiv und schnell schwimmend zur Nahrungssuche über Korallenriffen, an Außenriffen und in tiefen Lagunen auf und wagen sich oft auch sehr weit vom Riff weg. Füsiliere fressen größeres Zooplankton. Treffen sie auf eine hohe Zooplanktonkonzentration und sind keine Raubfische in der Nähe, so löst sich der Schwarm für die Nahrungsaufnahme in kleinere lockere Gruppen auf. Sind alle satt, die Nahrungsquelle aufgebraucht oder nähern sich Raubfische, bildet sich der Schwarm wieder. Füsiliere verbringen die Nacht versteckt im Riff. Dabei nehmen sie oft eine rote Nachtfärbung an.
Sie sind häufige Besucher von Putzerstationen. Da sie immer zu vielen sind, muss ein großer Teil der Fische warten, bis sie an die Reihe kommen. Zieht der Schwarm weiter, folgen auch die Fische, die noch nicht von Ektoparasiten gereinigt wurden.

## Ökologische Bedeutung

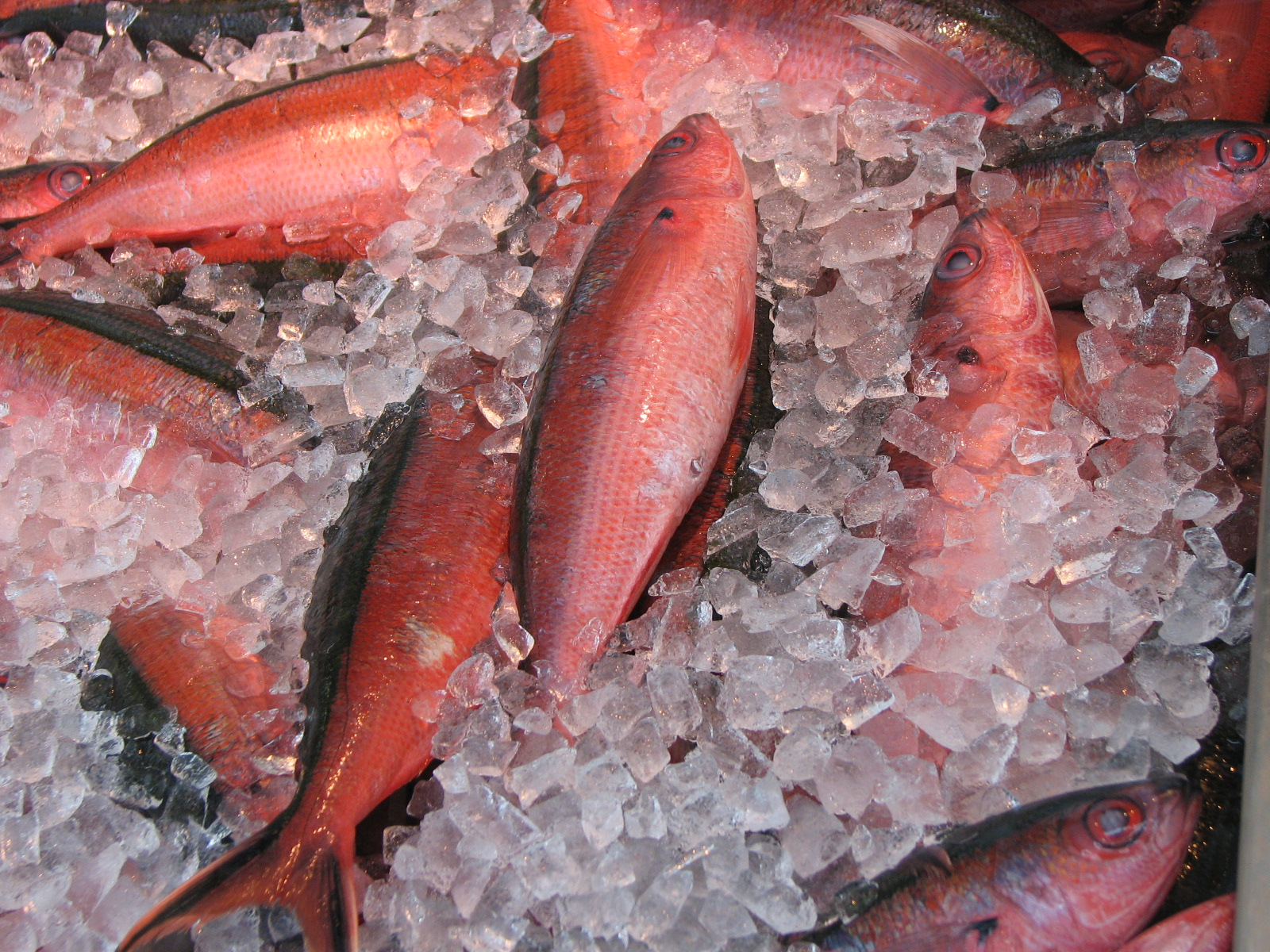
Pterocaesio tile in einem Supermarkt in Ishigaki (Japan). Tote Füsiliere nehmen die Nachtfärbung an.

Füsiliere sind selbst eine wichtige Beute für größere Raubfische wie Thunfische, Zackenbarsche und größere Schnapper. Sie werden auch vom Menschen gefischt, verzehrt und als Köder in der Thunfischfischerei verwendet. Auf den Malediven, wo sie sehr häufig sind, spritzen die Fischer Wasser auf die Meeresoberfläche und locken so das Zooplankton an, dem die Füsiliere folgen. Sie werden dann von Ruderbooten aus mit Angeln ohne Köder und ohne Widerhaken geangelt.

## Fortpflanzung
Die Fortpflanzung der Füsiliere ist noch wenig bekannt. Wahrscheinlich werden sie sehr früh geschlechtsreif und haben eine hohe Fruchtbarkeit. Ihre Fortpflanzungszeit ist lang und konzentriert sich auf ein bis zwei Zeiträume im Jahr. Einige Arten wurden in der Dämmerung bei Vollmond beim Laichen beobachtet, wobei die Fische einander schnell umschwimmen und dabei zur Wasseroberfläche aufsteigen und ihre Gameten abgeben. Dies wird mehrmals hintereinander wiederholt. Andere Arten laichen in der Nähe des Meeresbodens. Die Eier und die Larven sind pelagisch.
Füsiliere haben keine äußeren Geschlechtsunterschiede und sind, wie viele marine Barschverwandte, proterogyne Zwitter, die im Laufe ihres Lebens ihr Geschlecht wechseln (zuerst Weibchen, dann Männchen). Das Verhältnis der Geschlechter ist in einem Schwarm angeblich ausgeglichen.

## Systematik
Die Füsiliere werden für gewöhnlich als eigenständige Familie klassifiziert. Sie stehen phylogenetisch jedoch tief innerhalb der Schnapper (Lutjanidae). Miller und Cribb ordnen sie als Unterfamilie (Caesioninae) der Schnapper ein, stellen aber fest, dass die Füsiliere die Schwestergruppe der Gattung Macolor sind, die zur Unterfamilie Lutjaninae gehört. In Eschmeyer's Catalog of Fishes, einer Onlinedatenbank zur Fischsystematik, werden die Füsiliere deshalb der Unterfamilie Lutjaninae zugeordnet.

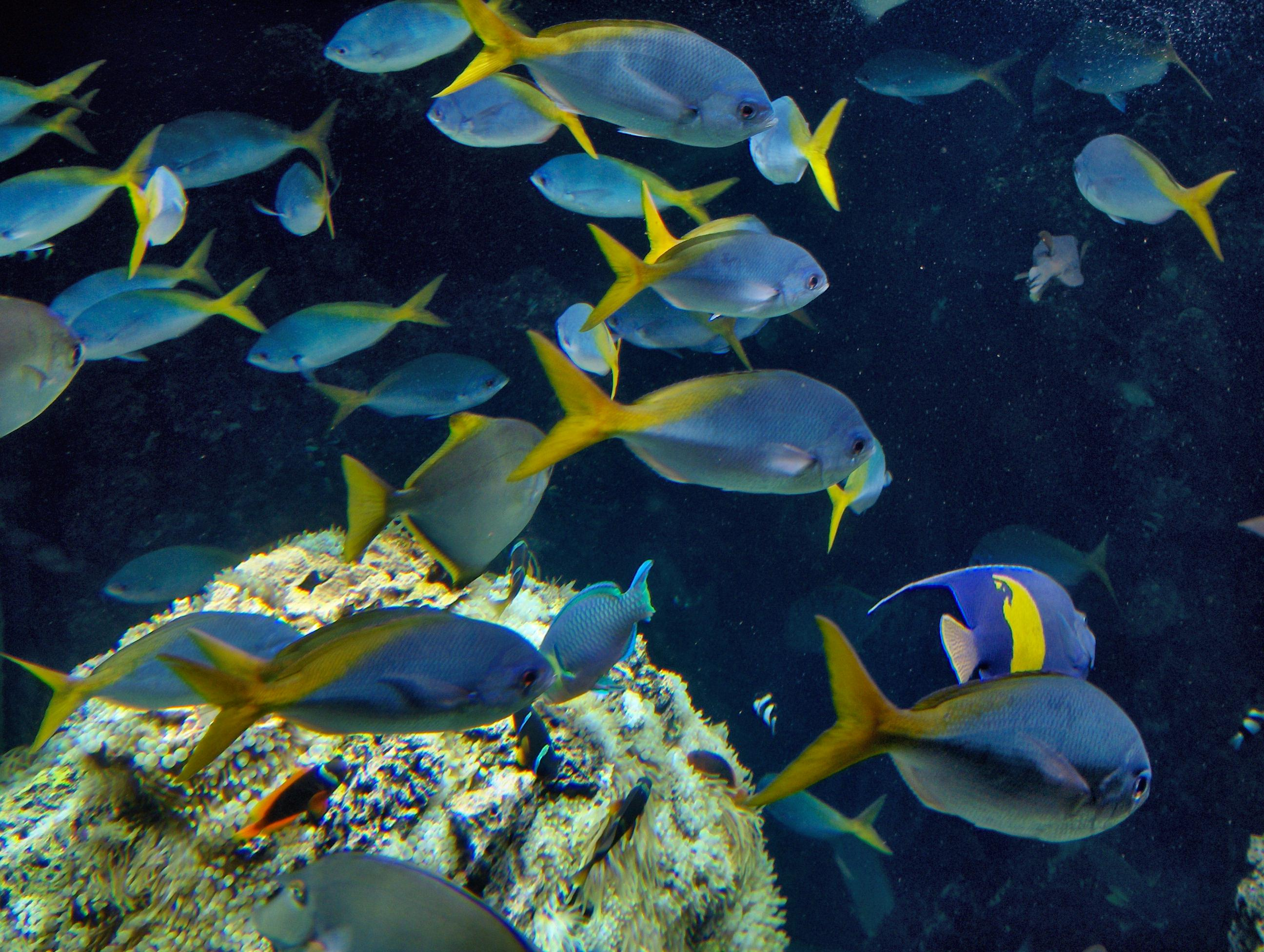
Caesio teres

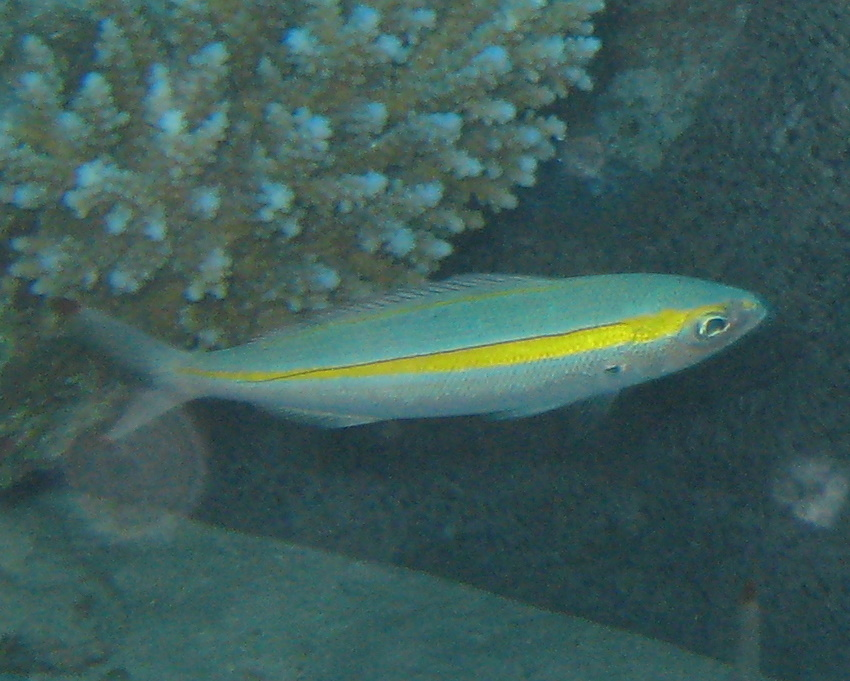
Pterocaesio chrysozona

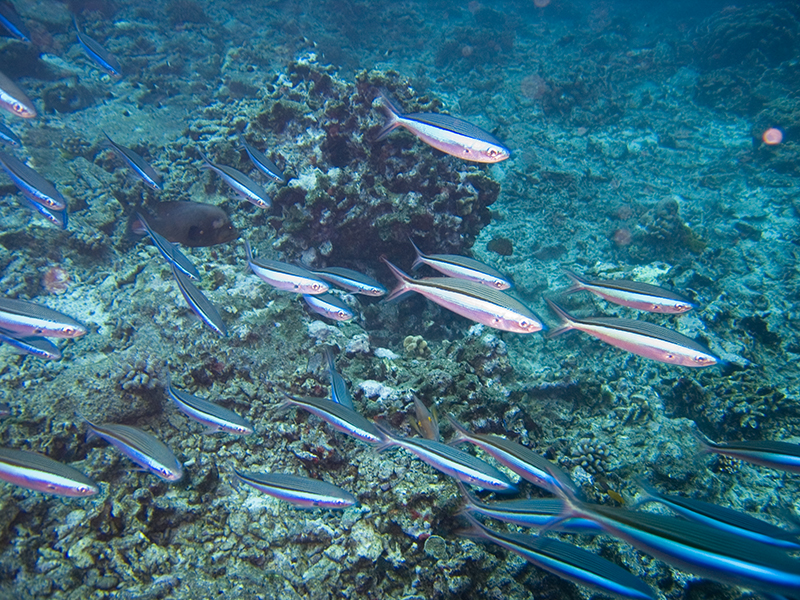
Pterocaesio tile

Es gibt vier Gattungen und 24 Arten.
- Gattung Caesio Lacepède 1801
  - Gelbstreifen-Füsilier (Caesio caerulaurea) (Lacepède 1801)
  - Hochrücken-Füsilier (Caesio cuning) (Bloch 1791)
  - Himmelblauer Füsilier (Caesio lunaris) (Cuvier 1830)
  - Schwarzstreifen-Füsilier (Caesio striata) (Rüppell 1830)
  - Rotmeer-Füsilier (Caesio suevica) (Klunzinger 1884)
  - Gelbrücken-Füsilier (Caesio teres) (Seale 1906)
  - Vielstreifen-Füsilier (Caesio varilineata) (K. E. Carpenter 1987)
  - Gelbrand-Füsilier (Caesio xanthonota) (Bleeker 1853)
  - Caesio xanthalytos Holleman, Connell & Carpenter, 2013
- Gattung Dipterygonotus Bleeker 1849
  - Sardinen-Füsilier (Dipterygonotus balteatus) (Valenciennes 1830)
  - Dipterygonotus marisrubri (Fricke et al., 2014)
- Gattung Gymnocaesio Bleeker 1876
  - Zwerg-Füsilier (Gymnocaesio gymnoptera) (Bleeker 1856)
- Gattung Pterocaesio Bleeker 1876
  - Pterocaesio capricornis (Smith & Smith 1963)
  - Goldstreifen-Füsilier (Pterocaesio chrysozona) (Cuvier 1830)
  - Zweistreifen-Füsilier (Pterocaesio digramma) (Bleeker 1865)
  - Pterocaesio flavifasciata Allen & Erdmann, 2006
  - Seitenstreifen-Füsilier (Pterocaesio lativittata) (Carpenter 1987)
  - Doppelstreifen-Füsilier (Pterocaesio marri) (Schultz 1953)
  - Pterocaesio monikae Allen & Erdmann, 2008
  - Pisang-Füsilier (Pterocaesio pisang) (Bleeker 1853)
  - Laternen-Füsilier (Pterocaesio randalli) (Carpenter 1987)
  - Pterocaesio tessellata (Carpenter 1987)
  - Neon-Füsilier (Pterocaesio tile) (Cuvier 1830)
  - Dreistreifen-Füsilier (Pterocaesio trilineata) (Carpenter 1987)